# بيني باركر
بيني باركر هي لاعبة كرلنغ كندية، ولدت في 25 سبتمبر 1985.

## وصلات خارجية
- بيني باركر على موقع الاتحاد الدولي للكرلنغ (الإنجليزية)